# Girona

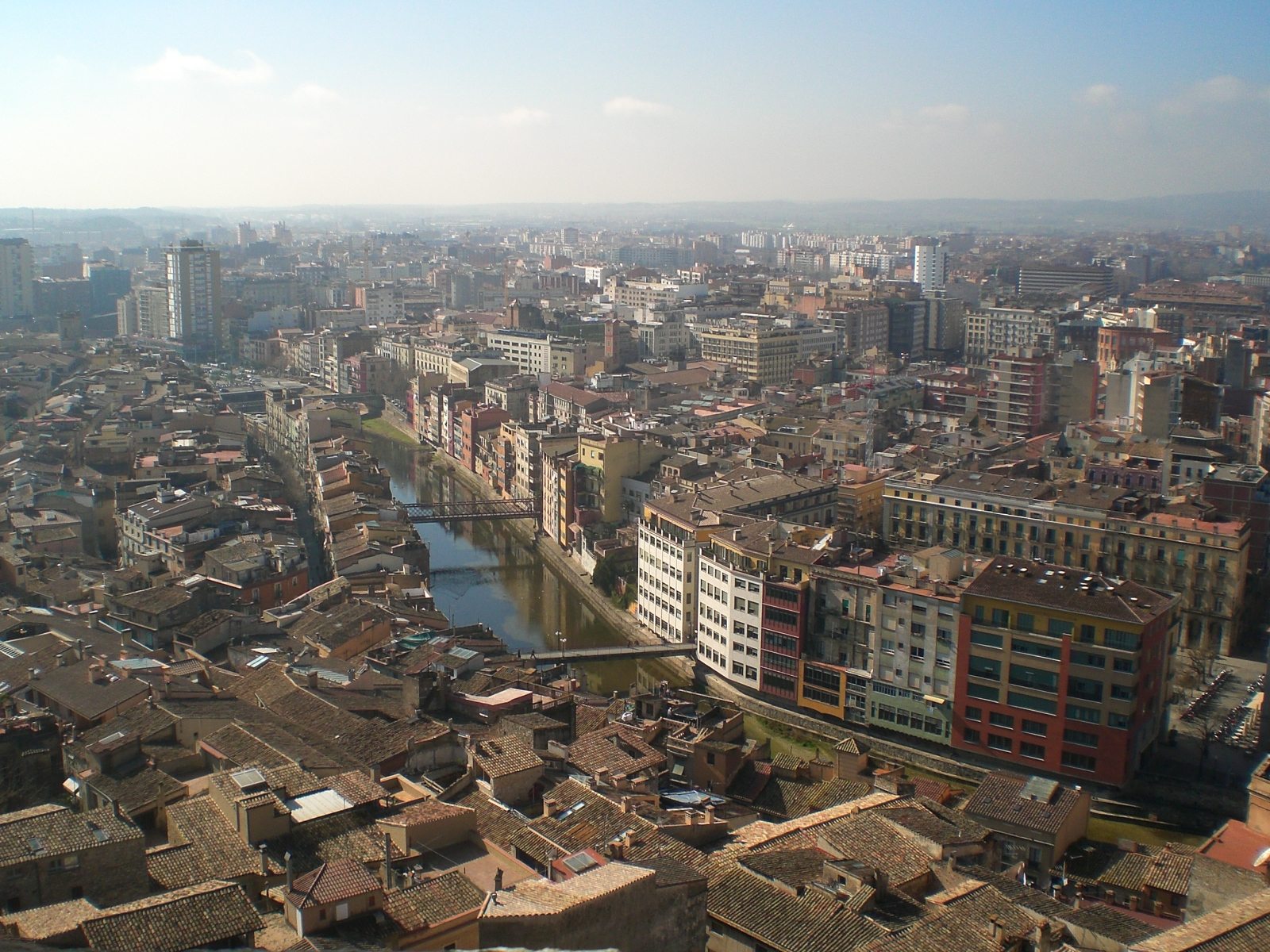
Stadspanorama från tornet till katedralen.

Girona (katalanskt uttal: [ʒiˈɾonə], spanska: Gerona [xeˈɾona] ( lyssna)) är en stad och kommun i den autonoma regionen Katalonien i nordöstra Spanien. Staden ligger cirka 85 kilometer nordost om Barcelona. Girona är huvudort i provinsen med samma namn. Kommunen har 107 032 invånare (2024), på en yta av 38,97 km².

## Historia
De första dokumenterade invånarna i regionen var ibererna. Staden hade vid den tiden namnet Gerunda och tillhörde det Ausetaniska riket. 
Senare byggde romarna ett citadell som fick låna namn av staden, Gerunda. Visigoterna erövrade området och härskade i Girona tills det erövrades av morerna. Karl den store återerövrade Girona 785 och gjorde den till ett av de fjorton ursprungliga comarquerna (grevskapen) i Katalonien. Wilfred den hårige inlemmade Girona i grevskapet Barcelona 878. Morerna drevs 1015 slutligen helt bort från området. Alfons II av Aragonien utropade Girona till stad på 1100-talet. Det gamla grevskapet blev 1351 ett hertigdöme när kung Peter III av Aragonien gav sin förstfödde son John titeln hertig. 1414 gav kung Ferdinand I i sin tur titeln prins av Girona till sin förstfödde son, Alfonso. Titeln bärs för närvarande av prinsessan av Asturien, Leonor av Spanien.
På 1200-talet blomstrade den judiska gemenskapen i Girona, som blev en av de viktigaste kabbalistiska skolorna i Europa. Rabbin i Girona, Moshe ben Nahman Gerondi (mer känd som Nahmanides eller Ramban) utsågs till rabbin över Katalonien. Det judiska samfundets blomstring upphörde 1492 när påvens högra hand i Spanien, Reyes Católicos, fördrev judarna från Katalonien. Det judiska ghettot i Girona är ett av de bäst bevarade i Europa och en stor turistattraktion. På norra sidan av staden ligger Montjuїc (ungefär ”judarnas berg” på medeltida katalanska), där en viktig begravningsplats var belägen.
Girona har belägrats tjugofem gånger och erövrats sju gånger. Den belägrades av de franska kungliga arméerna under Karl de Monchy d'Hocquincourt 1653, av den franske generalen Bernardin Gigault de Bellefonds 1684, och två gånger under 1694 av den franske hertigen Anne-Jules de Noailles. I maj 1809 belägrades staden av Napoleons trupper, 35000 man under ledning av Vergier, Pierre Augereau och Laurent Gouvion Saint-Cyr. Staden höll ut under ledning av den spanske guvernören i Girona, Mariano Álvarez de Castro, tills sjukdom och svält tvingade Girona att kapitulera efter ett drygt halvår, den 12 december. Slutligen erövrades Girona av fransmännen 1809, efter sju månaders belägring. Girona var huvudstad i det franska departementet Ter mellan 1809 och 1813.
Stadens försvarsmurar revs i slutet av 1800-talet när staden behövde expandera. På senare år har delar av stadens murar på östra sidan rekonstruerats.

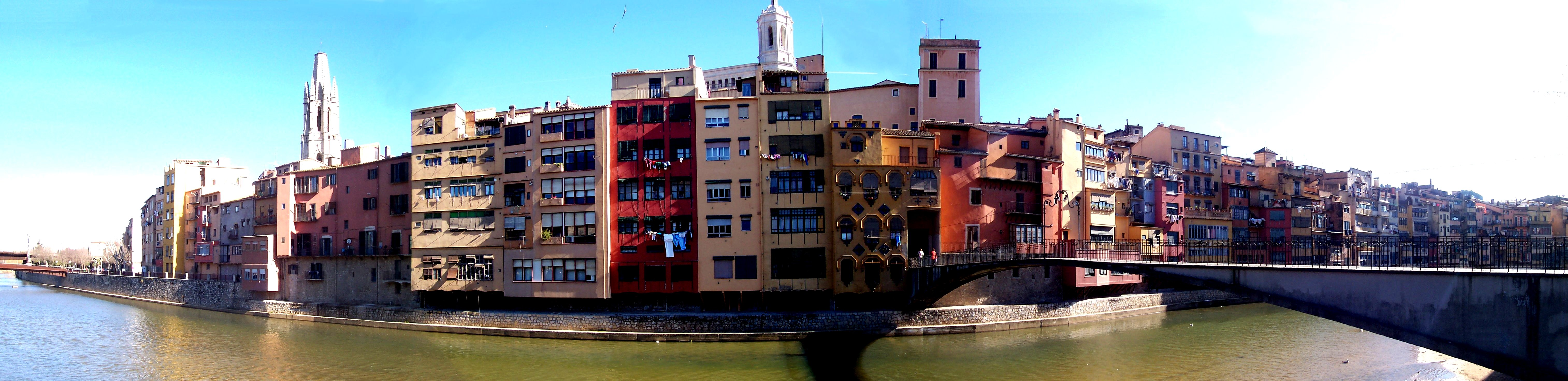
Stadspanorama med i fonden katedralen och Sant Feliu-kyrkan.

## Klimat
Gerona ligger i den tempererade zonen, med ett utpräglat medelhavsklimat. Det karakteriseras av milda vintrar, torra och varma somrar och höstar och vårar som varierar i såväl temperatur som nederbörd. Provinsen är kallast i norr och väst, medan de varmaste områdena ligger vid kusten, påverkade av det varma vattnet i Medelhavet. Temperaturen i bergen är lägre än på slätterna och frost kan då förekomma.
Årsmedeltemperaturen är 14 grader, maxtemperaturen 36 och minimitemperaturen –3 grader.
Nederbörden är rikligast i öster och i bergen, och lägre på slättlandet. Årsmedelnederbörden uppgår till cirka 800 mm.
Vindarna är vanligen nordöstliga, sydöstliga och sydliga, mera sällan östliga, sydöstliga och nordliga, och sällsynt nordvästliga och västliga.
Under höst och vinter är dimma vanligt förekommande, ibland tät, och dagarna molniga.

## Sevärdheter
Girona är ett populärt mål för turister och besökare på dagsutflykt från Barcelona. Tågresan från Barcelona till Girona tar cirka en och en halv timme med pendeltåg och 40 minuter med snabbtåg. Den gamla staden ligger på den branta sluttningen öster om floden, medan de mer moderna delarna ligger på slätterna i väster.

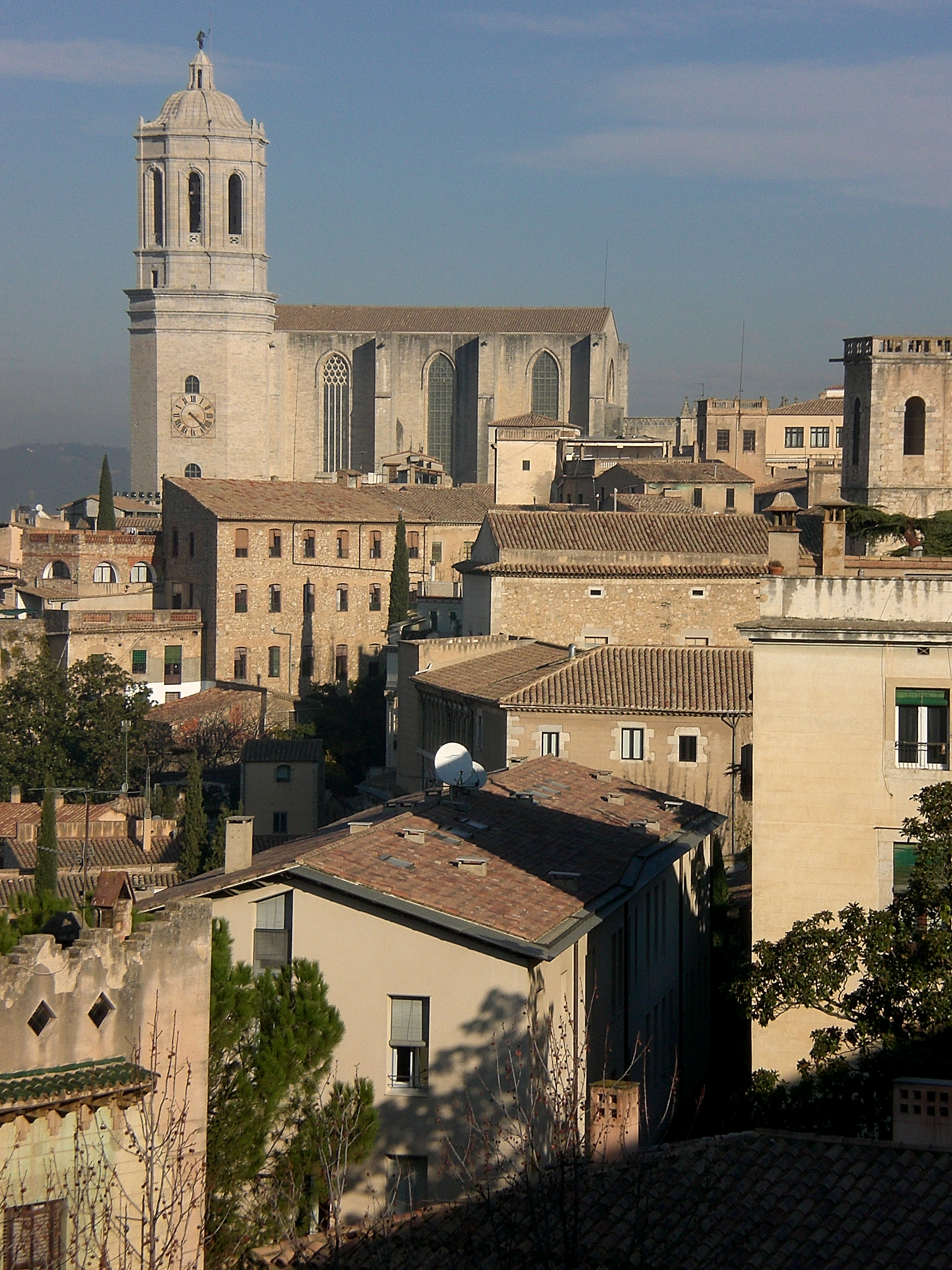
Katedralen i Girona.

### Katedralen
Gironas största attraktion är katedralen som började byggas under 1000-talet och som slutfördes först på 1500-talet. Katedralen användes av morerna som moské och den byggdes om efter deras förvisning. Den nuvarande byggnaden är ett av de viktigaste monumenten i Mallorca-arkitekten Jaume Fabres stil och ett utmärkt exempel på spansk gotisk arkitektur.  Valvet inne i katedralen är världens bredaste i gotisk stil. Det mäter 22,98 meter på bredden, och 34  meter på höjden från golv till tak.
I samband med den franska belägringen 1809 miste katedralen sitt altare i guld och silver. I kyrkan finns Ramon Berengers och hans hustrus gravar. Där finns också bevarad Skapelsen, ett medeltida broderi i stort format.

### Äldre befästningar
De gamla befästningarna är en annan sevärdhet. Dessa har skyddat Girona från inkräktare i hundratals år. Stadsmuren i den gamla staden var en viktig militär konstruktion, som byggdes på romarnas tid, på 100-talet f.Kr. De förstärktes och byggdes om under andra halvan av 1300-talet, när Peter den fjärde regerade. Den romerska muren användes då som grundval för den nya förstärkta muren. I början av 1600-talet växte staden ur sin befästning och muren förlorade efter hand sin betydelse för försvaret.

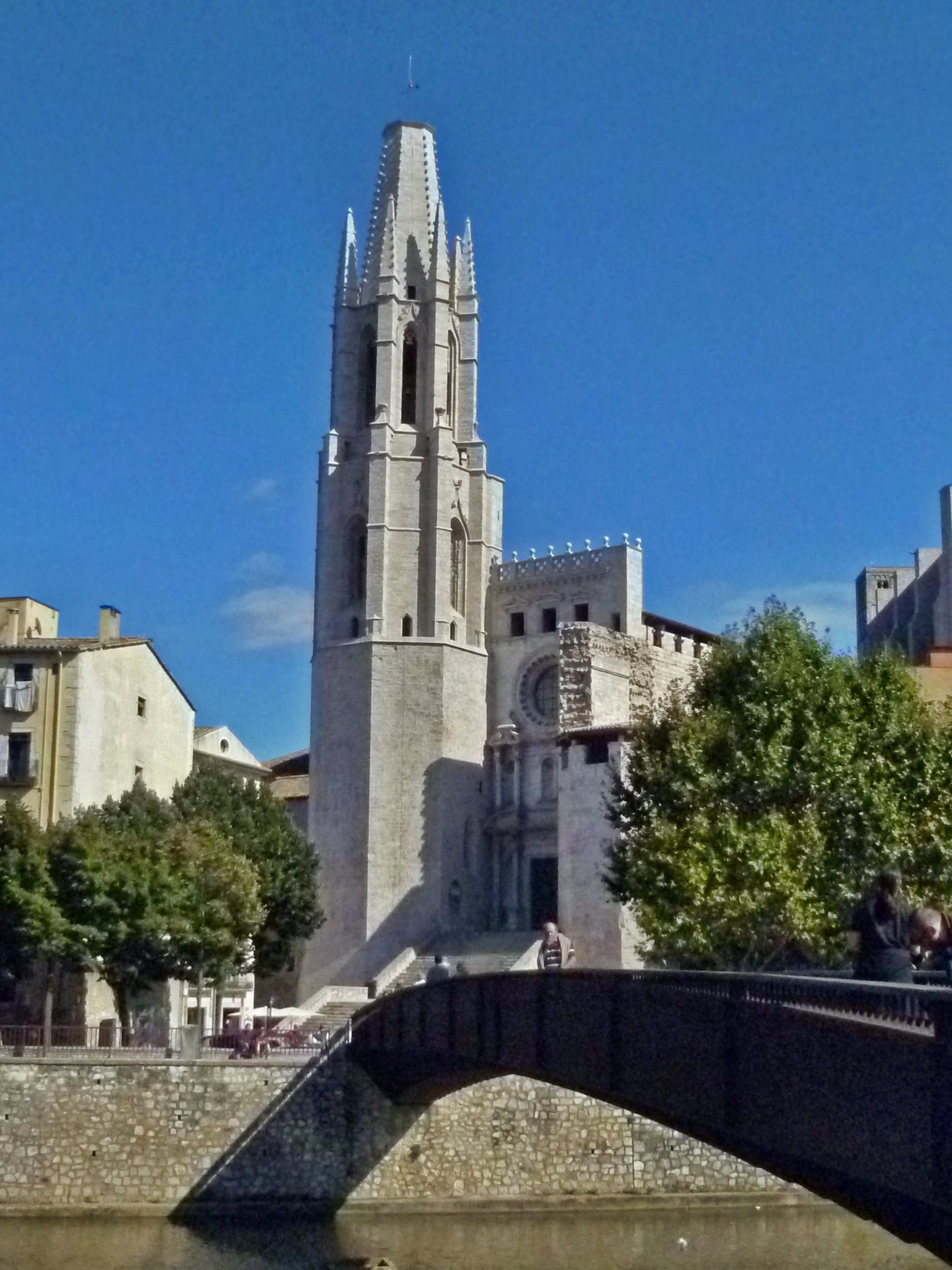
Sant Feliu-kyrkan

### Sant Feliu
Sant Feliu-kyrkan är en kollegiatstiftskyrka tillägnad Felix Girona som var ett helgon som dog i Girona. Kyrkan har en speciell arkitektur med en gotisk 1300-talsstil. Fasaden är dock från 1700-talet. Det är också en av få spanska kyrkor som har en genuin spira. I kyrkan finns, förutom graven av Felix Girona också ett kapell tillägnat den helige Narciso av Girona, som enligt traditionen var en av de tidiga biskoparna i Girona.

### Sant Pere de Galligants
Benediktinerkyrkan Sant Pere de Galligants är påbörjad i romansk stil. Från samma period är Sant Daniel-klostret.

### Plaça de la Independència
Plaça de la Independència är tillägnad spanska självständighetskriget mot Napoleon Bonaparte, och är en av de mest kända och mest välbesökta platserna i Girona. Den är belägen i Mercadaldistriktet i stadens centrum och är även känt som Plaça de Sant Agustí, eftersom det tidigare Sant Agustí-klostret legat på platsen.
Det intressanta med torget är dess 1800-talsstil, även om det är omgivet av identiska neoklassiska byggnader med verandor avsedda för försvararna av staden under belägringarna 1808 och 1809.

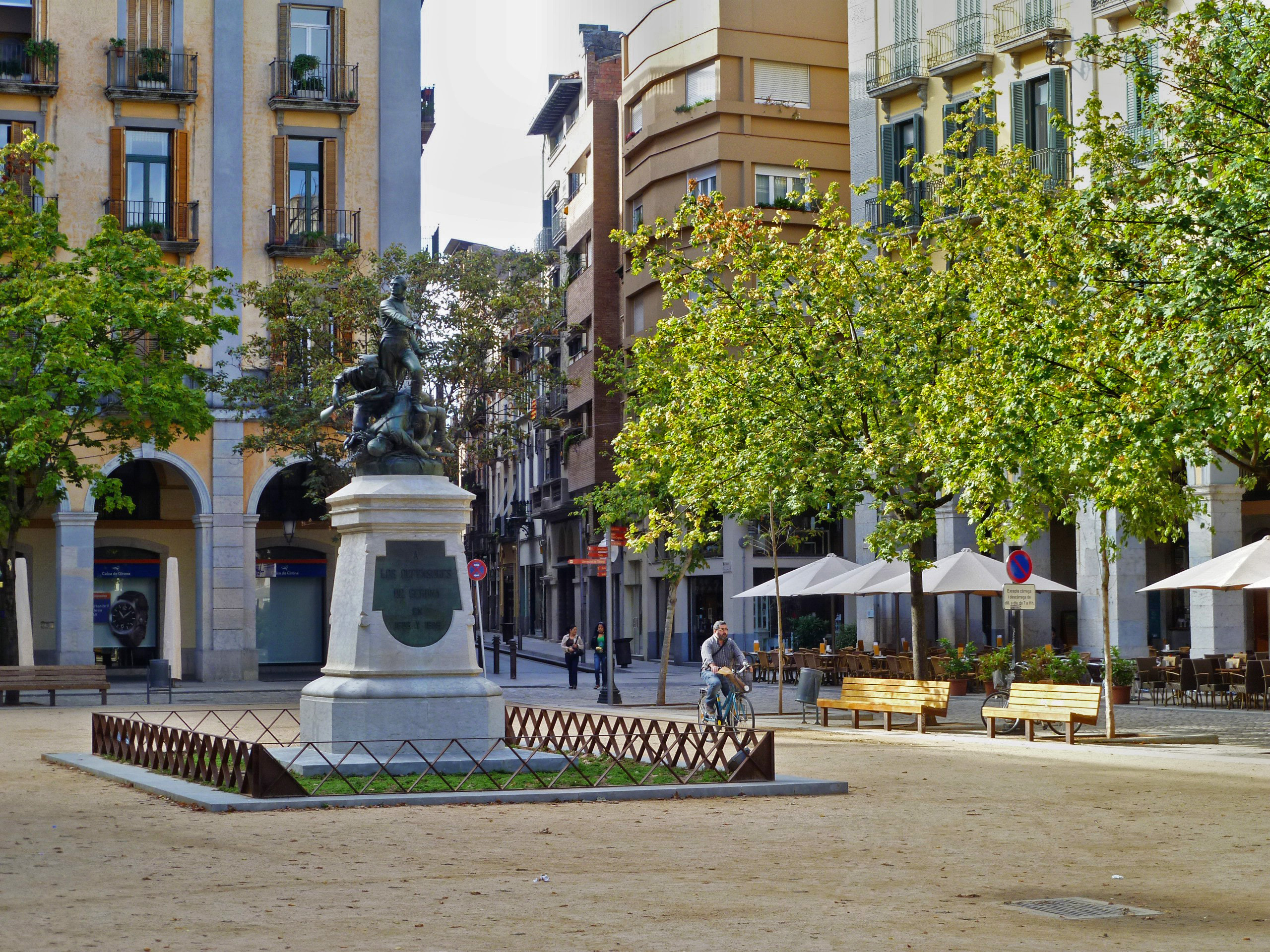
Självständighetstorget.

Torgets symmetriska proportioner korresponderar dock mer mot de nutida ingreppen än dess arkitektoniska förflutna.
Stadsarkitekten Martí Sureda (1822–1890) var den första som kom på att göra ett torg med arkader med slutna neoklassiska bågar och några byggnader med samma estetiska proportioner. Urbaniseringen av området följde endast delvis dessas system. Då de första teatrarna byggdes bröt man med tidigare idéer. Fram till 1700-talet slutfördes inte det som då varit arkitektens idé. Denna del av staden i Noucentism-stil är en romantisk och tidlös skapelse, från ett århundrade till ett annat, som numera fängslar invånare och besökare. Idag råder där stor aktivitet då det gradvisa öppnats kaféer och restauranger. Där är en del företag kända för sin historia, bland annat Café Royal, Cinema Albéniz och Casa Marieta.

### Cases de l'Onyar
Karakteristiskt för Girona är de pittoreska husen med utsikt över floden Onyar. Dessa har byggts under många år och ger ett intryck av en liten medelhavsstad. Fasaderna är målade i en färgskala som skapats av Enric Ansesa, James J. Faixó och arkitekterna Fuses och J. Viader.

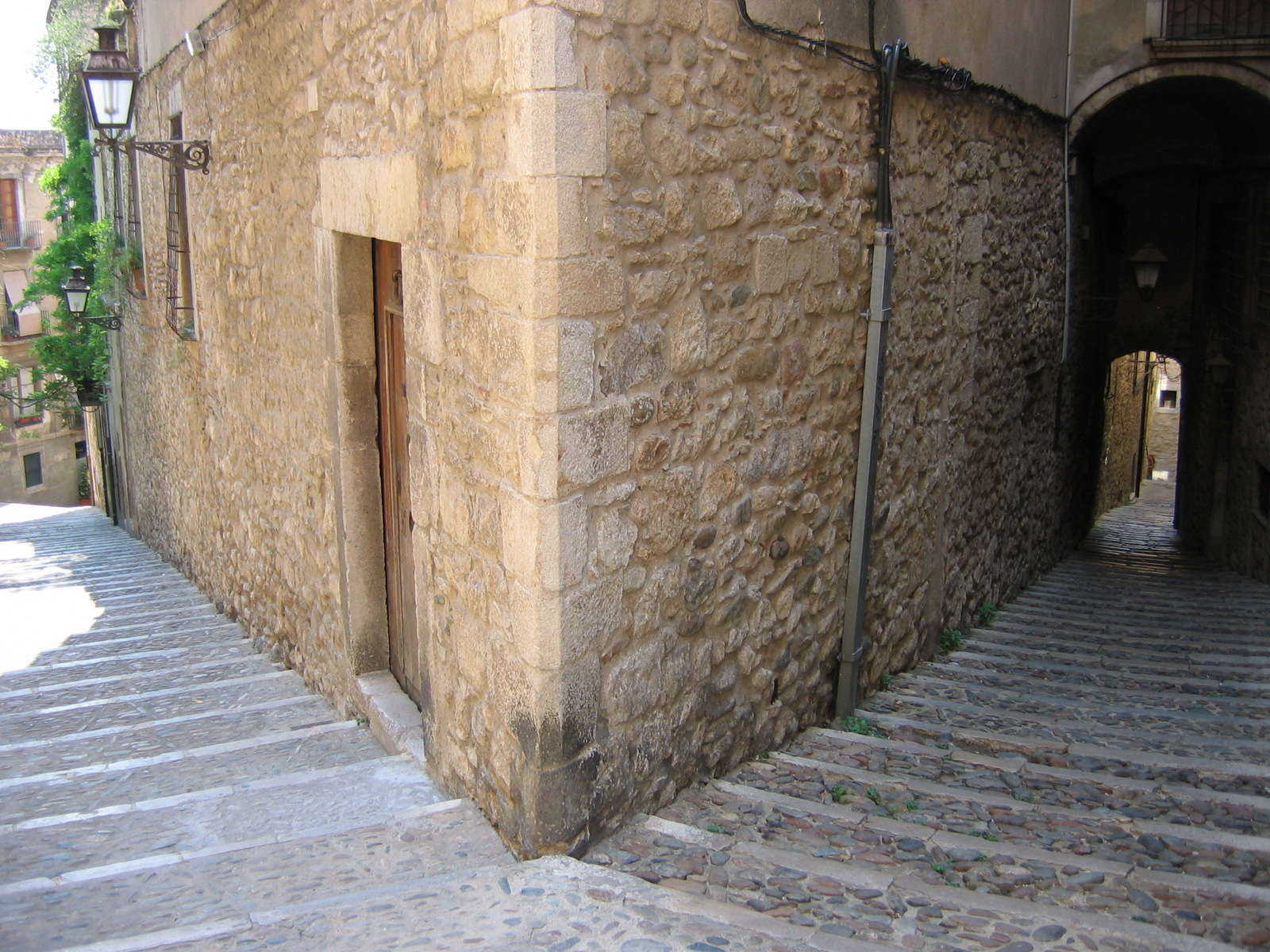
De judiska "El Call"-kvarteren.

### El Celler de Can Roca
El Celler de Can Roca är en restaurang i Girona som invigdes 1986 av bröderna Roca, Joan, Josep och Jordi. Den var först beläget intill föräldrarnas restaurang El restaurante de Can Roca, men flyttade till ett specialbyggt hus 2007. Den har fått ett varmt mottagande av kritiker, och har tre stjärnor i Guide de Michelin. Den har rankats som den näst bästa restaurangen i världen sedan 2009, och har ofta jämförts med den tidigare världsettan El Bulli.

### Judiskt arv
Trots att de flesta spåren av Gironas rika judiska historia utplånades när judarna utvisades från Spanien, finns några kvar. På Carrer de Sant Llorenc har dörren till en gammal byggnad en rektangulär fördjupning som en gång hade en mezuza. Längre bort ligger Centrum Bonastruc ça Porta och det katalanska judiska museet. Bonastruc ça Porta-projektet startade på 1970-talet, när det blev modernt att renovera byggnader i Gamla stan.
Staden har ett antal betydelsefulla Art Nouveau-byggnader, bland annat Farinera Teixidor av Rafael Masó.